# 5 Fingers
5 Fingers, conocida en castellano como Cinco dedos y Operación Cicerón, es una película de 1952 dirigida por Joseph L. Mankiewicz y producida por Otto Lang. El guion fue escrito por Michael Wilson y Mankiewicz basándose en la novela Operation Cicero (Der Fall Cicero) (1950) de L.C. Moyzisch. 

## Argumento
La película cuenta la historia real de Elyesa Bazna, uno de los más afamados espías de la Segunda Guerra Mundial. Bazna trabajó para los nazis entre 1943 y 1944, mientras estaba al servicio del embajador británico en Turquía, Sir Hughe Montgomery Knatchbull-Hugessen. El espía utilizó el nombre de Cicerón y consiguió fotografiar numerosos documentos de alto secreto para venderlos a Franz von Papen, embajador nazi en Ankara.
- Datos: Q1193261
- Multimedia: 5 Fingers / Q1193261